# Hedy Lamarr
Hedwig Eva Maria Kiesler, conocida como Hedy Lamarr (Viena, 9 de noviembre de 1914-Casselberry, Florida, 19 de enero de 2000), fue una actriz de cine e inventora austríaca. Inventó la primera versión del espectro ensanchado que permitiría las comunicaciones inalámbricas de largas distancias.
Luego de una breve carrera cinematográfica en Checoslovaquia, incluida la película Éxtasis (1933), huyó de su marido, un rico fabricante austríaco de municiones, y se trasladó en secreto a París. Viajó a Londres, donde conoció a Louis B. Mayer, jefe del estudio Metro-Goldwyn-Mayer, quien le ofreció un contrato de cine en Hollywood. Así, se convirtió en una estrella de cine con su actuación en Argel (1938). Sus películas con MGM incluyen Lady of the Tropics (1939), Boom Town (1940), H.M. Pulham, Esq. (1941) y White Cargo (1942). Su mayor éxito fue como Dalila en Sansón y Dalila (1949), dirigida por Cecil B. DeMille. También actuó en televisión antes del lanzamiento de su película final, The Female Animal (1958). Fue honrada con una estrella en el Paseo de la Fama de Hollywood en 1960.
A comienzos de la Segunda Guerra Mundial, inventó, desarrolló y patentó un sistema de guía por radio para torpedos aliados que utilizaba el espectro ensanchado y la tecnología de salto de frecuencia para vencer la amenaza de interferencias por parte de las Potencias del Eje. Aunque la Armada de los Estados Unidos no adoptó la tecnología hasta la década de 1960, los principios de su trabajo se unieron a la tecnología Bluetooth y son similares a los métodos utilizados en las versiones heredadas de Wi-Fi. Este trabajo llevó a su incorporación al National Inventors Hall of Fame en 2014. Desde hace unos años el invento del salto de frecuencia se ha asociado a Hedy Lamarr pero la historia es más compleja.
Se sabía que Lamarr frecuentemente se refería a sí misma en tercera persona.

## Biografía
Fue la única hija de un matrimonio de judíos secularizados. Su madre nació en Budapest y fue pianista de conciertos. Su padre nació en Leópolis y fue director del banco Creditanstalt. Sus padres pertenecían a familias judías de clase alta. Desde los cuatro años tuvo tutorías particulares; antes de cumplir once años ya dominaba el piano y la danza y podía hablar cuatro idiomas. A los dieciséis años empezó sus estudios de artes escénicas en la escuela de arte dramático berlinesa del director de cine y teatro Max Reinhardt. Se adentró con éxito en el mundo del cine y pronto sería mundialmente famosa por una secuencia de la película Éxtasis (1933) en la que aparecía completamente desnuda, algo inédito hasta entonces en la historia del cine comercial.
Atraído por esa película, el magnate de la industria armamentística Friedrich Mandl arregló con sus padres un casamiento, por lo que Lamarr fue prometida en matrimonio en contra de su voluntad. Lamarr se refirió posteriormente a esa época como de auténtica esclavitud.
Su marido, Friedrich Alexander Maria Fritz Mandl (1900-1977), originario de una familia de profundas convicciones católicas, era proveedor de municiones, de aviones de combate y de sistemas de control para Adolf Hitler y Benito Mussolini (de quienes era amigo personal), según narra Lamarr en sus memorias. Las ventas de material militar tuvieron lugar durante la ocupación italiana de Abisinia (hoy Etiopía). Tras casarse el 10 de agosto de 1933, él intentó infructuosamente hacerse con todos los ejemplares existentes de la película en la que su esposa aparecía desnuda. Muy celoso, la obligaba a acompañarle en todas las cenas y viajes de negocios. Fue encerrada en casa y sometida a un estricto control. Lamarr tuvo que abandonar su incipiente carrera cinematográfica y cualquier otro tipo de actividad que no fuera la de simple comparsa de Mandl. Ella cuenta que sólo podía bañarse o desnudarse cuando su marido estaba a su lado, acechándola.
Por otra parte, Lamar había aprovechado su soledad para continuar sus estudios de ingeniería, y utilizó su inteligencia para obtener de los clientes y proveedores de su marido los pormenores de la tecnología armamentística de la época que cedió a las autoridades de los Estados Unidos años más tarde; igualmente, algunas reuniones le sirvieron de guía para idear y patentar en los años 40 la técnica de conmutación de frecuencias, que le devolvería notoriedad en los últimos años de su vida.
En 1937, Lamarr por fin escapó de Mandl. Durante su enclaustramiento mantuvo una relación sentimental con su asistenta que le sirvió para obtener la ayuda necesaria para escapar. En una rocambolesca historia de amor, Lamarr consiguió la infraestructura necesaria para preparar un plan de fuga completo y escapar para siempre de las garras de su marido. Se deslizó por la ventana del baño de un restaurante y huyó en automóvil hasta París, seguida de cerca por los guardaespaldas de su marido.[cita requerida] La versión que ella misma cuenta en su autobiografía es algo diferente: administró un somnífero a su asistenta y pudo salir de su casa disfrazada de ella (la había contratado hacía poco justamente por parecérsele físicamente). De esta manera, pudo llegar a la estación de tren y viajar hasta París.
A comienzos de la Segunda Guerra Mundial, ella y el compositor George Antheil desarrollaron la patente de un sistema de guía por radio para torpedos.
A la edad de treinta y ocho años, Lamarr se convirtió en ciudadana estadounidense el 10 de abril de 1953. Su autobiografía, Ectasy and Me, fue publicada en 1966. Posteriormente dijo públicamente en televisión que no la había escrito ella y que gran parte era ficción, por lo que posteriormente demandó al editor, alegando que muchos detalles fueron creados por su escritor fantasma, Leo Guild. Además, la actriz fue demandada por Gene Ringgold, que afirmó que el libro plagió material de un artículo que él había escrito para la revista Screen Facts en 1965.

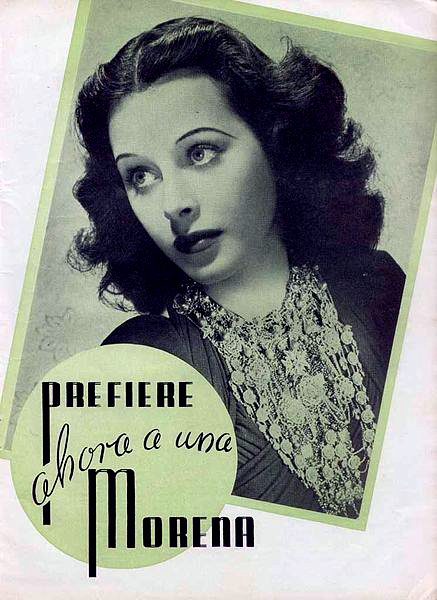
Publicidad en una revista argentina impresa en Estados Unidos

En la década de los 50, Lamarr también diseñó, y posteriormente desarrolló junto a su marido, W. Howard Lee, Villa LaMarr ski resort en Aspen, Colorado.
En 1966 fue arrestada en Los Ángeles por hurtos, aunque al final los cargos se retiraron. Años más tarde, en 1991, fue arrestada por lo mismo en Florida, lo cual coincidió con un intento fallido de volver a la pantalla. Como no se opuso a comparecer ante el tribunal, los cargos se retiraron a cambio de su promesa de abstenerse a infringir cualquier ley durante un año.
Durante la década de los 70, le ofrecieron numerosos proyectos, aunque los rechazó todos. En 1974, presentó una demanda de diez millones de dólares contra Warner Bros., alegando que la parodia de su nombre en la comedia Blazing Saddles infringía su derecho a la privacidad. Finalmente, llegaron a un acuerdo extrajudicial por una suma nominal no revelada y una disculpa a la actriz por "casi usar su nombre". Posteriormente, Lamarr se retiró de la vida pública y se instaló en Miami Beach, en 1981.
En las últimas décadas de su vida, el teléfono se convirtió en el único medio de comunicación de Lamarr con el mundo exterior, incluso con sus hijos y amigos cercanos. A menudo hablaba hasta seis o siete horas al día por teléfono, pero casi no pasaba tiempo con nadie en persona en sus últimos años. En 2004 se lanzó un documental, Calling Hedy Lamarr, donde aparecían sus hijos, Anthony Loder y Denise Loder-DeLuca.
Por su carrera en el mundo del cine, tiene una estrella en el Paseo de la fama de Hollywood en 6247 Hollywood Blvd, junto a Vine Street.
Lamarr murió en Florida el 19 de enero de 2000 a la edad de ochenta y cinco años. Su hijo hizo trasladar sus cenizas a Viena de acuerdo con los deseos de la actriz.

## Hollywood

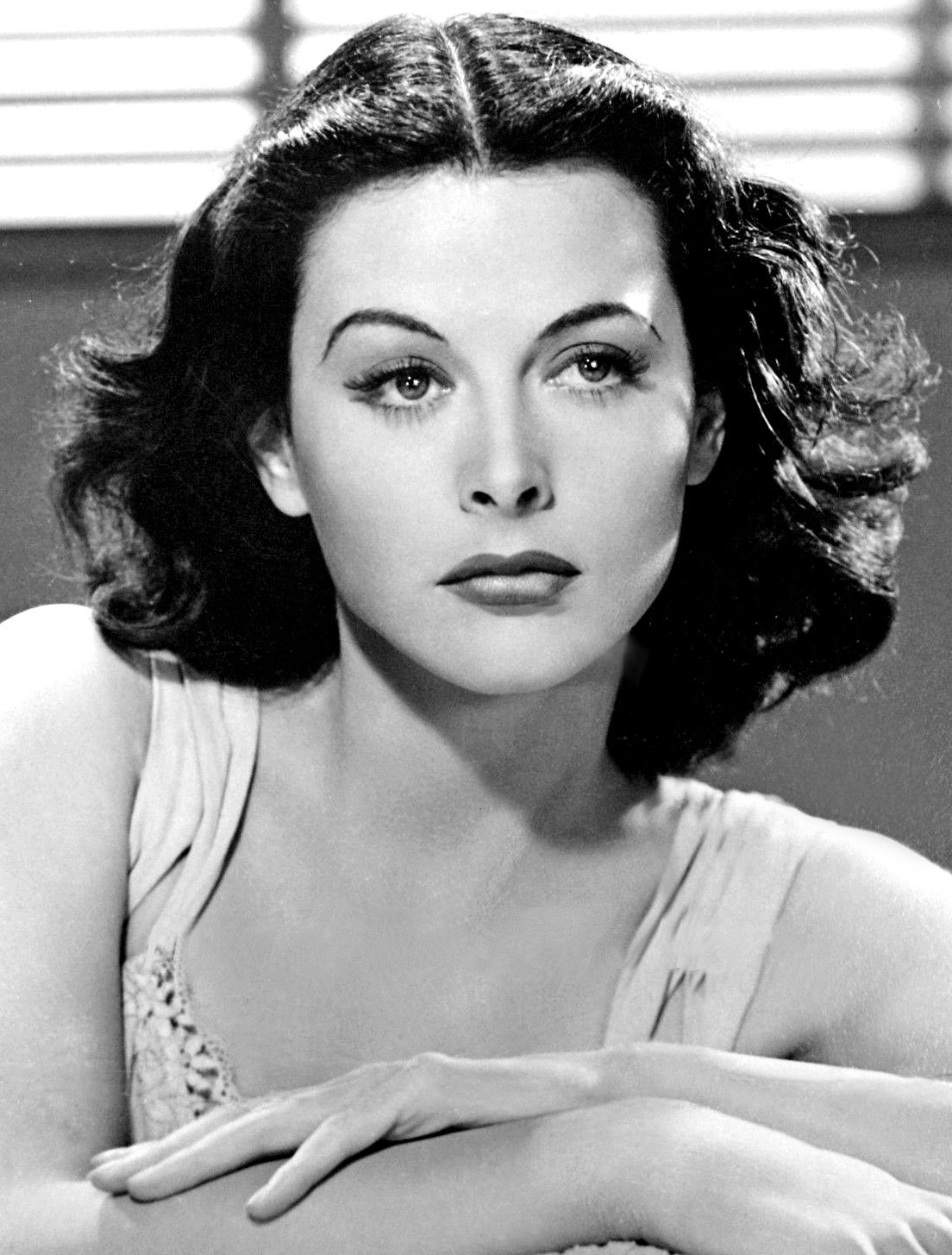
Foto publicitaria de Lamarr en 1940.

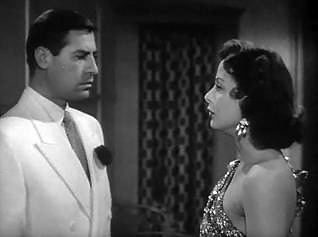
John Hodiak y Lamarr en A Lady Without Passport 1950

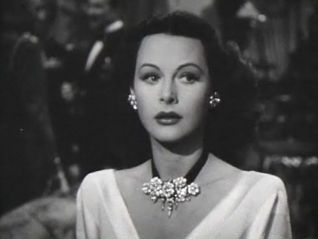
Fotograma del reclamo de la película de 1944 The Conspirators, dirigida por Jean Negulesco.

Ya en París, consiguió viajar más tranquilamente a Londres (Reino Unido), donde conoció a Louis B. Mayer, el empresario de la Metro Goldwyn Mayer (MGM). Vendió sus joyas y huyó a Estados Unidos en el mismo barco en el que él regresaba, para convencerlo de que la contratara como actriz.
Aunque ella inicialmente rechazó la oferta que él le hizo (de $125 por semana), luego se reservó en el mismo transatlántico con destino a Nueva York que él y logró impresionarlo lo suficiente como para asegurar un contrato de 500 $ por semana. Mayer la convenció de que cambiara su nombre a Hedy Lamarr (para distanciarse de su verdadera identidad y de la reputación de "la dama del Éxtasis" asociada con ella), eligiendo el apellido en homenaje a la bella estrella del cine mudo, Barbara La Marr, por sugerencia de su esposa, que admiraba a La Marr. Él la llevó a Hollywood en 1938 y comenzó a promocionarla como "la mujer más bella del mundo". Al llegar a tierra, ya tenía un contrato de siete años y un nuevo nombre: Hedy Lamarr.
Así, renació, pues volvió de nuevo a su vida como actriz. Había actuado hasta entonces en la película checoslovaca Éxtasis (1933) y en otras cuatro películas alemanas: Dinero en la calle (1930), La mujer de Lindenau (1931), Las aventuras del señor O. F. (1931) y No necesitamos dinero (1932). Gracias a su fama pudo viajar a Hollywood, donde sería protegida por Louis B. Mayer, que además le dio su nuevo nombre artístico inspirado en la actriz Barbara La Marr, antigua amante de Louis que falleció en trágicas circunstancias.
Fue la primera mujer en simular un orgasmo en una película en la historia del cine (Éxtasis, 1933).
Tras el estreno de su primer largometraje en los EE. UU., Algiers (1938), junto con Charles Boyer, y bajo contrato con la MGM. La película creó una "sensación nacional", dice Shearer. Mayer esperaba convertirla en otra Greta Garbo o Marlene Dietrich. Empezó a destacar en Hollywood con Lady of the Tropics (1939), y con I Take This Woman (1940). Hedy Lamarr trabajó entre otros con King Vidor (Camarada X, Cenizas de amor), Jacques Tourneur (Noche en el alma, 1944), Robert Stevenson (Pasión que redime, 1947) y Cecil B. DeMille (Sansón y Dalila, 1949). No tuvo, sin embargo, demasiado éxito al elegir sus películas en otras ocasiones, aunque dirigió unas treinta en su carrera, la mitad de ellas hasta 1945. Trabajó en el cine hasta 1958.
En 1965, firmó un contrato de 200 000 dólares por publicar sus memorias con la Metro-Goldwyn-Mayer. La productora encargó a dos escritores fantasmas, Leo Guild y Cy Rice, la transcripción de 50 horas de conversación y confidencias, pero el resultado final disgustó profundamente a la actriz, que trató, sin éxito, de detener la publicación. La primera versión en castellano fue editada por Grijalbo en México (1968); medio siglo más tarde llegaría la edición española, a cargo de la editorial Notorious, especializada en libros de cine.

## Filmografía
Actuó en las siguientes películas:
- Geld auf der Straße (Dinero en la calle, 1930), dirigida por Georg Jacoby.
- Die Blumenfrau von Lindenau (La mujer de Lindenau, 1931), dirigida por Georg Jacoby.
- Die Koffer der Herrn O.F. (Las maletas del señor O.F., 1931), dirigida por Alexis Granowsky.
- Man braucht kein Geld (No necesitamos dinero, 1932), dirigida por Carl Boese.
- Ekstase / Symphonie der Liebe (Éxtasis, 1933), película checoeslovaca dirigida por Gustav Machaty (con Hedwig Eva Maria Kiesler y Aribert Mog); es una de las primeras películas que habló de la infidelidad cometida por una mujer, fue condenada por la Liga de la Decencia y por el papa Pío XI sobre todo porque mostraba directamente su rostro durante el orgasmo.
- Hollywood Goes to Town (1938) (breve aparición)
- Algiers (Argel, 1938), dirigida por John Cromwell.
- Screen Snapshots: Stars at a Charity Ball (1939) (breve aparición)
- Lady of the Tropics (1939), dirigida por Jack Conway y protagonizada con Robert Taylor.
- I Take This Woman (Esta mujer es mía, 1940), dirigida por W. S. Van Dyke y protagonizada con Spencer Tracy.
- Boom Town (Fruto dorado, 1940), dirigida por Jack Conway y protagonizada además por Clark Gable, Spencer Tracy y Claudette Colbert.
- Camarada X (Comrade X) (1940), dirigida por King Vidor y protagonizada con Clark Gable.
- Come Live With Me (No puedo vivir sin ti, 1941), dirigida por Clarence Brown.
- Ziegfeld Girl (Las chicas de Ziegfeld, 1941) dirigida por Robert Z. Leonard.
- H.M. Pulham, Esq. (Cenizas de amor, 1941), dirigida por King Vidor.
- Tortilla Flat (La vida es así, 1942), dirigida por Victor Fleming.
- Crossroads (1942), dirigida por Jack Conway.
- White Cargo (1942), dirigida por Richard Thorpe.
- Show Business at War (1943) (breve)
- The Heavenly Body (Mundo celestial, 1944)
- The Conspirators (1944), dirigida por Jean Negulesco y protagonizada con Paul Henreid, Sydney Greenstreet y Peter Lorre.
- Experiment Perilous (Noche en el alma, 1944), dirigida por Jacques Tourneur.
- Her Highness and the Bellboy (1945), dirigida por Richard Thorpe.
- The Strange Woman (La extraña mujer, 1946), dirigida por Edgar G. Ulmer.
- Dishonored Lady (Pasión que redime, 1947), dirigida por Robert Stevenson.
- Let's Live a Little (Vivamos un poco, 1948), dirigida por Richard Wallace.
- Sansón y Dalila (1949), dirigida por Cecil B. DeMille, en la que interpretó uno de los dos papeles principales.
- A Lady Without Passport (1950), dirigida por Joseph H. Lewis.
- Copper Canyon (El desfiladero del cobre, 1950), dirigida por John Farrow.
- My Favorite Spy (Mi espía favorita, 1951), dirigida por Norman Z. McLeod.
- The Eternal Female (1954) (inconclusa)
- L'amante di Paride (La manzana de la discordia, —en inglés Loves of Three Queens—, 1954), dirigida por Marc Allégret y Edgar G. Ulmer.
- The Story of Mankind (La historia de la humanidad, 1957), dirigida por Irwin Allen.
- The Female Animal (1958), dirigida por Harry Keller.

Por otro lado, renunció a hacer películas como Luz de gas (en España Luz que agoniza) y Casablanca, ambas con personajes que darían fama a Ingrid Bergman. Pero creó un nuevo canon de belleza; incluso en la actualidad, su imagen sigue apareciendo en marcas comerciales como Corel.

## Sistema de comunicaciones secreto
Lamarr, conocedora de los horrores del régimen nazi a través de su marido Mandl, próximo al fascismo, y por su condición de judía, ofreció al gobierno de Estados Unidos toda la información confidencial de la que disponía, gracias a los contactos de su exmarido. Además, consideraba que su inteligencia podía contribuir a la victoria aliada, por lo que se puso a trabajar para desarrollar nuevas tecnologías militares.
Hedy sabía que los gobiernos se resistían a fabricar un misil teledirigido por miedo a que el enemigo interceptase o interfiriese las señales de control e inutilizase el invento o lo usase en su contra.
Hedy Lamarr y el compositor George Antheil recibieron el número de patente 2.292.387 por su Sistema de comunicación secreta. Esta versión temprana del salto en frecuencia, una técnica de modulación de señales en espectro expandido, usaba un par de tambores perforados y sincronizados (a modo de pianola) para cambiar entre 88 frecuencias, y se diseñó para construir torpedos teledirigidos por radio que no pudieran detectar los enemigos.
En la patente del 11 de agosto de 1942 puede leerse la inscripción H. K. Markey et al.. Las iniciales H. K. son las de Hedwig Kiesler (Hedy Lamarr); Markey era por entonces su apellido de casada.

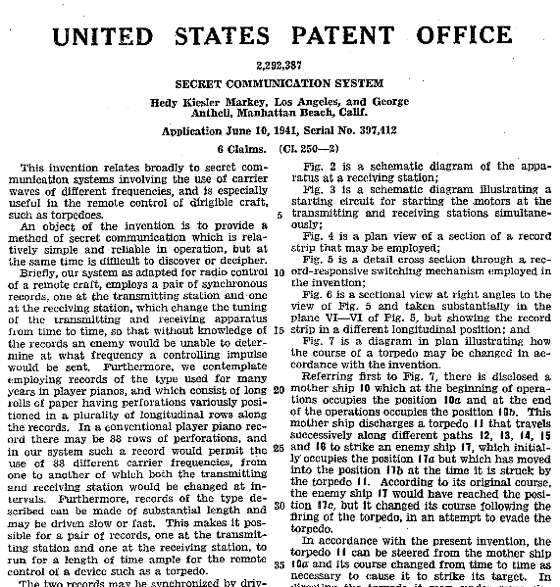
Copia parcial de la solicitud de patente estadounidense presentada por Hedy Lamarr y George Antheil sobre un "Secret Communication System "

Dado que recibió sus patentes con su nombre de casada y no con su alias artístico, no obtuvo el debido reconocimiento en su momento, aunque en fechas más recientes ocurrió lo contrario: el invento del salto de frecuencia tenía antecedentes y desarrollos posteriores, independientes de la patente de Lamarr-Antheil.
Poco tiempo después, el 1 de octubre de ese mismo año, aparecía en The New York Times la primera mención pública del invento, a pesar de lo cual las autoridades de la época no consideraron la posibilidad de su realización práctica inmediata. La tardanza en aplicarlo se debió a la necesidad de pasar de un sistema mecánico a uno electrónico, algo que consiguió Sylvania Electronics en 1957, por lo que su equipo de ingenieros reconoció en su totalidad la patente a Lamarr y Antheil.
El primer uso conocido de la patente se dio en la crisis de los misiles de Cuba de 1962, durante la cual se usó ese sistema en el control remoto de boyas rastreadoras marinas. La misma técnica se incorporó a algunos de los ingenios utilizados en la guerra de Vietnam y, más adelante, al sistema estadounidense de defensa por satélite (Milstar), hasta que en la década de 1980, el sistema de espectro expandido vio sus primeras aportaciones en ingeniería civil. Así, con la irrupción masiva de la tecnología digital a comienzos de esa misma década, la conmutación de frecuencias, producto de la contribución de varios inventores, permitió implantar la comunicación de datos WIFI.

## Otras invenciones
Aunque Lamarr no tenía una formación formal y era principalmente autodidacta, a lo largo de su vida desarrolló otros inventos además del sistema de comunicaciones secreto; entre ellos, un semáforo mejorado y una tableta que se disolvía en agua para crear una bebida carbonatada. La bebida no tuvo éxito; Lamarr dijo ella misma que sabía a Alka-Seltzer.
Entre los pocos que conocían la inventiva de Lamarr estaba el magnate de la aviación Howard Hughes. Hedy le sugirió que cambiara el diseño más bien cuadrado de sus aeroplanos a una forma más aerodinámica, basada en imágenes de las aves y peces más rápidos que pudo encontrar. Lamarr habló sobre su relación con Hughes durante una entrevista y dijo que mientras salían, él apoyaba activamente sus aportaciones y "retoques". De hecho, puso su equipo de científicos e ingenieros a su disposición.

## Premios
En 1939, Lamarr fue nominada como la "nueva actriz más prometedora" de 1938 en una encuesta de votantes del área dirigida por el crítico de cine de Philadelphia Record. Los cinéfilos británicos votaron a Hedy Lamarr como la décima mejor actriz del año, por su actuación en Samson and Delilah en 1951.
Fue honrada con una estrella en el Paseo de la Fama de Hollywood en 1960. Al año siguiente, su Austria natal le otorgó la Medalla Viktor Kaplan de la Asociación Austriaca de Titulares de Patentes e Inventores.
En 1997, Lamarr y George Antheil fueron honrados conjuntamente con el Premio Pioneer de la Electronic Frontier Foundation y Lamarr también fue la primera mujer en recibir el Premio BULBIE Gnass Spirit of Achievement de la Convención de Invención, conocido como "Oscars of inventing".
En 2006, se fundó Hedy-Lamarr-Weg en Viena Meidling (distrito 12), que lleva el nombre de la actriz.
En 2013, el IQOQI instaló un telescopio cuántico en el techo de la Universidad de Viena, al que bautizaron en su honor en 2014.
El mismo año, se realizó la solicitud de Anthony Loder de que las cenizas restantes de su madre fueran enterradas en una tumba honoraria de la ciudad de Viena. El 7 de noviembre, su urna fue enterrada en el Cementerio Central de Viena en el Grupo 33 G, Tumba n.º 80, no lejos de la tumba presidencial ubicada en el centro.
En 2014, Lamarr fue incluida a título póstumo en el National Inventors Hall of Fame para la tecnología de espectro ensanchado por salto de frecuencia.
El 9 de noviembre de 2015, Google la honró en su cumpleaños número 101 con un garabato.
El 27 de agosto de 2019, un asteroide recibió su nombre: 32730 Lamarr.
En cuanto a la cultura popular, algunos musicales y obras de teatro se inspiraron en ella, y se la mencionó en "La pequeña tienda de los horrores" o “Frequency Hopping”, así como en algunos documentales de televisión y capítulos de series científicas.

## Matrimonios e hijos
Lamarr tuvo tres hijos; se casó y se divorció seis veces de los siguientes maridos. 
1. Friedrich Mandl (casada entre 1933 y 1937), presidente de Hirtenberger Patronen-Fabrik[34]
2. Gene Markey (casada 1939–1941), guionista y productor. Ella adoptó un hijo, James Lamarr Markey (nacido el 9 de enero de 1939) durante su matrimonio con Markey. (Más tarde fue adoptado por Loder y posteriormente se lo conoció como James Lamarr Loder). Lamarr y Markey vivieron en el 2727 Benedict Canyon Drive de Beverly Hills, California, durante su matrimonio.[35]
3. John Loder (casada entre 1943 y 1947), actor. Hijos: Denise Loder (nacida el 19 de enero de 1945), se casó con Larry Colton, un escritor y exjugador de béisbol; y Anthony Loder (nacido el 1 de febrero de 1947), se casó con Roxanne, quien trabajó para el ilustrador James McMullan.[36] Anthony Loder apareció en la película documental de 2004 Calling Hedy Lamarr.[37]
4. Ernest Ted Stauffer (casada entre 1951 y 1952), propietario de un club nocturno, restaurador y exdirector de orquesta.
5. W. Howard Lee (casada entre 1953 y 1960), un petrolero de Texas (que luego se casó con la actriz de cine Gene Tierney).
6. Lewis J. Boies (casada entre 1963 y 1965), abogado de divorcio de Lamarr.

Después de su sexto y último divorcio en 1965, Lamarr permaneció soltera durante los últimos 35 años de su vida.
De principio a fin, ella afirmó que James Lamarr Markey/Loder no tenía ninguna relación biológica y fue adoptado durante su matrimonio con Gene Markey. Sin embargo, años más tarde, James encontró documentación de que fue concebido fuera del matrimonio entre Lamarr y el actor John Loder, con quien más tarde se casó como su tercer marido. Ella tuvo dos hijos más con él: Denise (nacida en 1945) y Anthony (nacido en 1947) durante su matrimonio. Incluso la actriz se distanció de su hijo mayor, James, cuando él tenía 12 años. Así, la relación acabó abruptamente y él se mudó con otra familia, y en consecuencia, no se hablaron por más de 50 años. Entonces, Lamarr dejó a James fuera de su testamento y este demandó 3.3 millones de dólares por el control de patrimonio que su madre dejó en 2000.

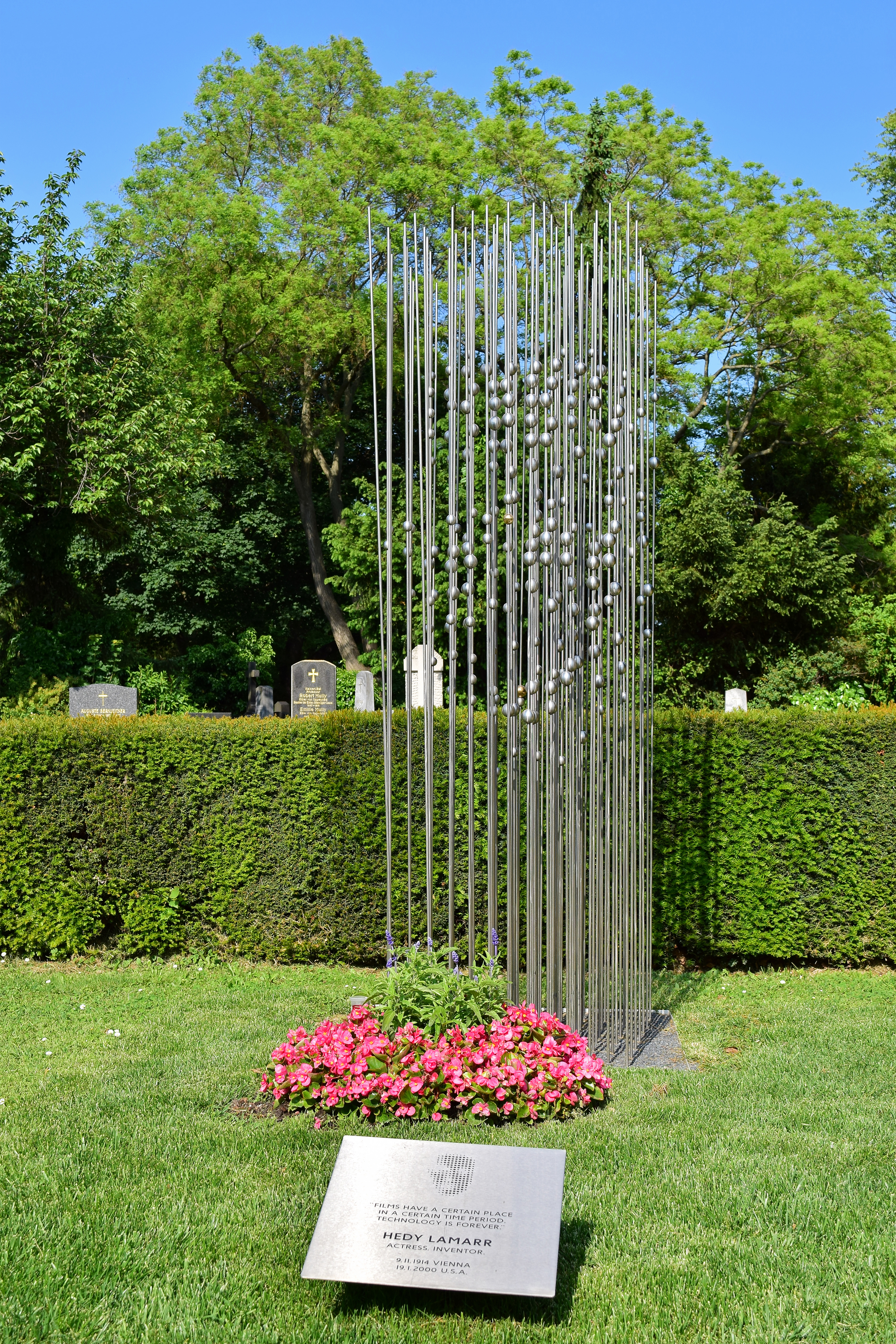
En memoria de Hedy Lamarr en el Cementerio Central de Viena (Grupo 33G, lápida nº80)

## Fallecimiento
Lamarr falleció en Casselberry, Florida, el 19 de enero del 2000. La causa fue una enfermedad cardíaca a la edad de 85 años. Su hijo Anthony Loder esparció parte de sus cenizas en los bosques de Viena, Austria, como parte de uno de sus últimos deseos.
En 2014 se levantó un monumento en memoria de Lamarr en el Cementerio Central de Viena.